# 伯威克 (密蘇里州)
伯威克（英語：Berwick）是位於美國密蘇里州牛頓縣的非建制地區。

## 歷史
伯威克的郵局於1892年設立，其後於1908年停運。

## 地理
伯威克所處的海拔為高於海平面342米（即1122英呎），而該地所採用的時區為UTC-6，即北美中部時區（CST）。同時該地設有夏令時間，為UTC-6調快一小時，即UTC-5（CDT）。